# Tom Conway

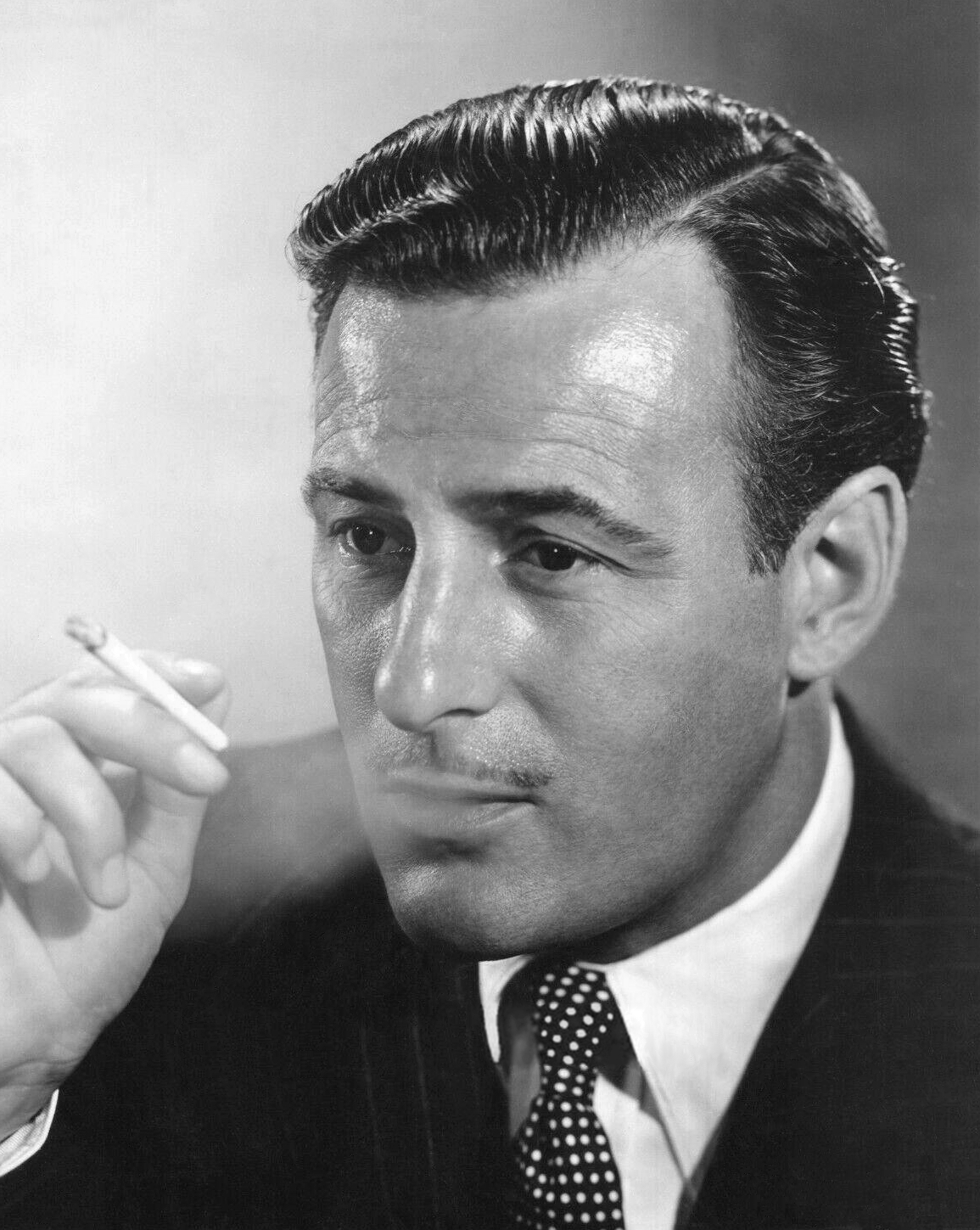
Tom Conway (1942)

Tom Conway (eigentlich Thomas Charles Sanders; * 15. September 1904 in Sankt Petersburg, Russland; † 22. April 1967 in Culver City, Los Angeles County) war ein britischer Schauspieler und Hörspielsprecher.

## Leben

### Frühe Jahre
Tom Conway wurde als Thomas Charles Sanders in Sankt Petersburg als erstes von drei Kindern geboren. Seine Eltern, Henry Sanders (1873–1961) und Margaret Sanders (1875–1967), waren Briten. Er lebte mit ihnen in Russland bis zum Ausbruch der Russischen Revolution im Jahr 1917. In England besuchte Conway gemeinsam mit seinem Bruder George Sanders unter anderem das Brighton College. Nach der Ausbildung ging Conway nach Nordrhodesien (heute Sambia), wo er in Gold-, Kupfer- und Asbestminen arbeitete. Er versuchte sich auch als Landwirt. Da er jedoch in keinem dieser Berufe Erfolg hatte, kehrte er nach England zurück und begann als Ingenieur bei einem Vergaserhersteller. Später wurde er Verkäufer von Sicherheitsglas.

### Schauspielkarriere
Während sein jüngerer Bruder George bereits erste Erfolge beim Film hatte, begann Conway, mit einer kleinen Theatergruppe aus Manchester aufzutreten. Zur gleichen Zeit hatte er erste Hörspielrollen bei der BBC. George Sanders überredete ihn schließlich, nach Hollywood zu kommen. Dort traf er 1940 ein und begann für MGM zu arbeiten. Bis 1942 spielte er in zwölf Filmen des Studios. Als sein Bruder George 1941 die B-Movie-Serie The Falcon bei dem Studio RKO Pictures verlassen wollte, schlug er mit Erfolg seinen ihm ähnlich sehenden Bruder als Nachfolger vor, und es folgten bis 1946 weitere zehn Falcon-Filme mit Conway in der Hauptrolle. Angeblich sollen die Sanders-Brüder mit einer geworfenen Münze ausgelost haben, welcher von beiden seinen Namen ändern sollte, um das Publikum nicht zu irritieren; George Sanders gewann, und Tom Conway trat fortan unter seinem Pseudonym auf. Der Wechsel des Hauptdarstellers erfolgte 1942 in The Falcon’s Brother, wo Conway als Tom Lawrence auftritt, dessen Bruder Gay Lawrence ermordet wird.
Bei RKO spielte Conway außerdem in den Jahren 1942 und 1943 in drei Horrorklassikern, die unter Federführung des Drehbuchautors und Produzenten Val Lewton entstanden: In Katzenmenschen (1942) und The Seventh Victim (1943) verkörperte er jeweils die Rolle des scharfsinnigen Psychiaters Dr. Louis Judd, der unheimlichen Phänomenen auf die Spur kommt, und in Ich folgte einem Zombie (1943) stellte er einen undurchsichtig wirkenden Plantagenbesitzer dar.
Neben der Falcon-Serie hatte Conway 1947 Auftritte beim Rundfunk als Sherlock Holmes, die er als Nachfolger von Basil Rathbone übernahm. Doch das Publikum akzeptierte ihn nicht, und so wurde er noch im selben Jahr durch John Stanley ersetzt. Im Fernsehen spielte er 1951 die Rolle des Mark Saber in der gleichnamigen Detektivserie. Die Krise der Hollywood-Studios Anfang der 1950er-Jahre nutzte Conway für Filme in Großbritannien sowie für Radio- und Fernsehauftritte. So ersetzte er Vincent Price in seiner Radiorolle als The Saint, die sein Bruder George Sanders bereits einige Jahre zuvor im Film gespielt hatte.
Die Filmangebote für Tom Conway ließen im Laufe der Jahre nach, sodass er sich auf Fernsehauftritte konzentrierte. Er spielte im Oktober 1957 eine außergewöhnliche Rolle als Bauchredner Max Collodi in der Thrillerstory The Glass Eye im Rahmen der Serie Alfred Hitchcock präsentiert. Außerdem hatte er regelmäßige Auftritte in der Betty Hutton Show (1959). Seine letzten beiden Filmarbeiten waren eine Sprecherrolle im Disney-Film 101 Dalmatiner (1961) sowie eine Nebenrolle in Immer mit einem anderen (1964).

### Privates
Am 10. August 1941 heiratete er Lillian Eggers, die Ehe wurde am 24. Juli 1953 geschieden. Seine zweite Eheschließung erfolgte am 11. Februar 1958 mit der Schauspielerin Queenie Leonard, aber auch diese Ehe wurde am 11. Februar 1963 geschieden.
Obwohl Tom Conway in seiner 24-jährigen Laufbahn mehr als eine Million Dollar verdient haben soll, geriet er am Ende in finanzielle Schwierigkeiten. Alkoholexzesse führten zu einem Scheitern seiner zweiten Ehe sowie zunehmend zu gesundheitlichen Problemen wie Sehstörungen. Auch sein Bruder George brach den Kontakt zu ihm ab. Ende 1964 erfolgte eine Operation am grauen Star, er musste jedoch fortan dicke Brillengläser tragen. Als im September 1965 durch Zeitungsberichte bekannt wurde, dass er in einer Billigabsteige in Venice lebt, erhielt er von verschiedenen Seiten ein wenig Unterstützung. Bei einem seiner häufiger werdenden Krankenhausaufenthalte besuchte ihn im April 1967 seine ehemalige Schwägerin Zsa Zsa Gabor. Sie steckte ihm 200 Dollar zu und sagte angeblich: „Gib den Schwestern ein bisschen Trinkgeld, damit sie Dich gut behandeln.“ Am nächsten Tag verließ Conway auf eigene Faust das Krankenhaus, suchte die Wohnung seiner Freundin auf und starb dort am 22. April an Leberzirrhose. Sein Grab befindet sich im Chapel of the Pines Crematory in Los Angeles.

## Filmografie (Auswahl)
- 1940: The Great Meddler (Kurzfilm)
- 1940: Ihr erster Mann (Waterloo Bridge) (Sprecher)
- 1940: Sky Murder
- 1941: The Wild Man of Borneo
- 1941: The Trial of Mary Dugan
- 1941: Free and Easy
- 1941: The Bad Man
- 1941: Dr. Kildare: Vor Gericht (The People vs. Dr. Kildare)
- 1941: Lady Be Good
- 1941: Tarzans geheimer Schatz (Tarzan’s Secret Treasure)
- 1942: Mr. and Mrs. North
- 1942: Rio Rita
- 1942: Grand Central Murder
- 1942: Mrs. Miniver
- 1942: The Falcon’s Brother
- 1942: Katzenmenschen (Cat People)
- 1943: The Falcon Strikes Back
- 1943: Ich folgte einem Zombie (I Walked with a Zombie)
- 1943: The Falcon in Danger
- 1943: The Seventh Victim
- 1943: The Falcon and the Co-eds
- 1944: The Falcon Out West
- 1944: A Night of Adventure
- 1944: The Falcon in Mexico
- 1944: The Falcon in Hollywood
- 1945: Two O’Clock Courage
- 1945: The Falcon in San Francisco
- 1946: Whistle Stop
- 1946: The Falcon’s Alibi
- 1946: Criminal Court
- 1946: The Falcon’s Adventure
- 1947: Lost Honeymoon
- 1947: Fun on a Weekend
- 1947: Repeat Performance
- 1948: 13 Lead Soldiers
- 1948: The Challenge
- 1948: The Checkered Coat
- 1948: Venus macht Seitensprünge (One Touch of Venus)
- 1948: Bungalow 13
- 1949: I Cheated the Law
- 1950: The Great Plane Robbery
- 1951: Painting the Clouds with Sunshine
- 1951: Die Braut des Gorilla (Bride of the Gorilla)
- 1952: Confidence Girl
- 1953: Peter Pans heitere Abenteuer (Peter Pan) (Stimme)
- 1953: Tarzan bricht die Ketten (Tarzan and the She-Devil)
- 1953: Die blonde Spionin (Park Plaza 605)
- 1953: Blood Orange
- 1953: Paris Model
- 1954: Prinz Eisenherz (Prince Valiant)
- 1955: Breakaway
- 1955: Barbados Quest
- 1956: Geschöpf des Schreckens (The She-Creature)
- 1956: The Last Man to Hang?
- 1956: König der Hochstapler (Death of a Scoundrel)
- 1957: Operation Murder
- 1957: Voodoo Woman
- 1959: Auf U-17 ist die Hölle los (The Atomic Submarine)
- 1960: 12 to the Moon
- 1961: 101 Dalmatiner (One Hundred and One Dalmatians) (Stimme)
- 1964: Immer mit einem anderen (What a Way to Go!)